# Hermandad del Stmo. Cristo del Amparo (Salamanca)

Emblema de la cofradía.

La Hermandad del Stmo. Cristo del Amparo de Salamanca, conocida como Cofradía de los Médicos, es una hermandad penitencial que formó parte de la Semana Santa salmantina entre 1948 y 1969, y cuya sede canónica es la iglesia  del Carmen de Arriba. Actualmente se encuentra en proceso de reorganización y adaptación a las necesidades actuales.

## Historia

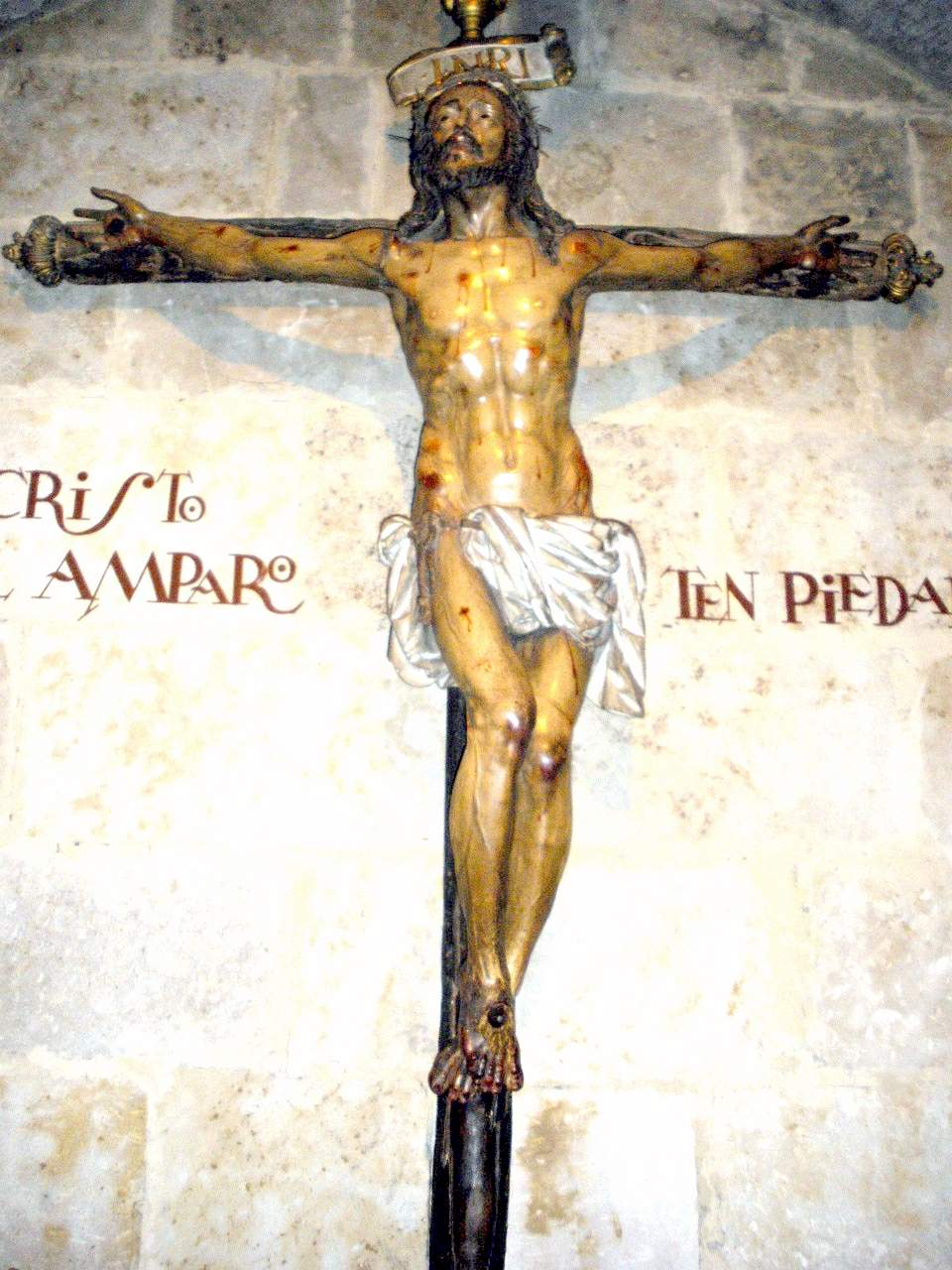
Cristo del Amparo

Los sanitarios de Salamanca pensaron fundar una cofradía penitencial de origen gremial, a imagen de otras surgidas en la ciudad, como eran los casos de los comerciantes con la Seráfica Hermandad o la prensa y artes gráficas con la Hermandad Dominicana, con la idea de poder realizar su primera procesión en la tarde del Miércoles Santo de 1948 con la imagen del Cristo del Amparo, también conocido como Cristo de la Zarza, rememorando la cuarta palabra de Cristo en la cruz:  «¡Dios mío, Dios mío!, ¿por qué me has abandonado?»(Mateo, 27: 46).
La Cofradía realizó finalmente su primer desfile con la imagen del Cristo del Amparo en 1949. Cada Miércoles Santo, en la procesión -organizada por la Asociación de Jóvenes de Acción Católica de la Parroquia-, médicos, farmacéuticos, practicantes, Damas Enfermeras de la Cruz Roja y devotos en general, saliendo de su sede canónica, hacían estación en el Hospital de la Santísima Trinidad y en el Hospital Provincial, visitando a los enfermos y compartiendo con ellos la meditación de las Cinco Llagas y un breve refrigerio. La cofradía mantuvo su actividad hasta el año 1969, en que desfiló por última vez debido a la crisis que afectó a las cofradías y hermandades en los años 70. En 1972 muchos de sus hermanos cedieron sus túnicas a la recién fundada Hermandad del Cristo del Amor y de la Paz para su primer desfile.
En 2017 con motivo del 75 aniversario de la Junta de Cofradías la imagen volvió a las calles protagonizando el Vía Crucis de la Junta, trasladándose procesionalmente hasta la Catedral Vieja. Fue portada sobre las andas que utiliza la Hermandad Dominicana el Miércoles de Ceniza para la procesión claustral del Cristo de la Buena Muerte.

## Imagen
La imagen del Cristo del Amparo es un crucificado de tamaño algo inferior al natural de autor desconocido, realizado en torno a 1690/1700 y atribuido a Bernardo Pérez de Robles por su semejanza con el Cristo de la Agonía de la iglesia de los Capuchinos. Representa a Cristo vivo en la cruz con gesto sufriente. Tiene ojos de pasta vítrea y dientes postizos. La talla se conserva en la iglesia del Carmen de Arriba, aunque se cree que pudiera proceder de la desaparecida iglesia de Santo Tomé, que ocupó el espacio central de la actual plaza de los Bandos, y en la que presidiría la Capilla de la Cofradía de Ánimas.

## Hábito
Los nazarenos vestían hábito compuesto por túnica y capirote blancos, sin capa, cíngulo verde y sobre el pecho, una Cruz de Malta de color verde. En la parte posterior del capirote llevaban una borla de diferente color según la condición del Nazareno: amarilla para los médicos, morada en el caso de los farmacéuticos, verde para los practicantes y negra los restantes devotos.